# Sonate K. 50
Pour les articles homonymes, voir K50.
La sonate K. 50 (F.8/L.440) en fa mineur est une œuvre pour clavier du compositeur italien Domenico Scarlatti.

## Présentation
La sonate K. 50 en fa mineur, notée Allegro, est un bel exemple de l'utilisation des quatre octaves du clavier aussi bien par des croisements de mains, des arpèges que des gammes.
La sonate se trouve dans un manuscrit daté de 1770 environ, conservé à la bibliothèque nationale de Lisbonne (Ms. Mus. 338), intitulé Sonatas para Cravo do Sr. Francisco Xavier Baptista (ou Bachixa, 1741–c.1797), dans lequel Scarlatti n'est pas cité.

## Manucrits
Le manuscrit principal est le numéro 8 du volume XIV de Venise (1742), copié pour Maria Barbara ; les autres sont Parme III 22, Münster III 21 et Vienne E 19.

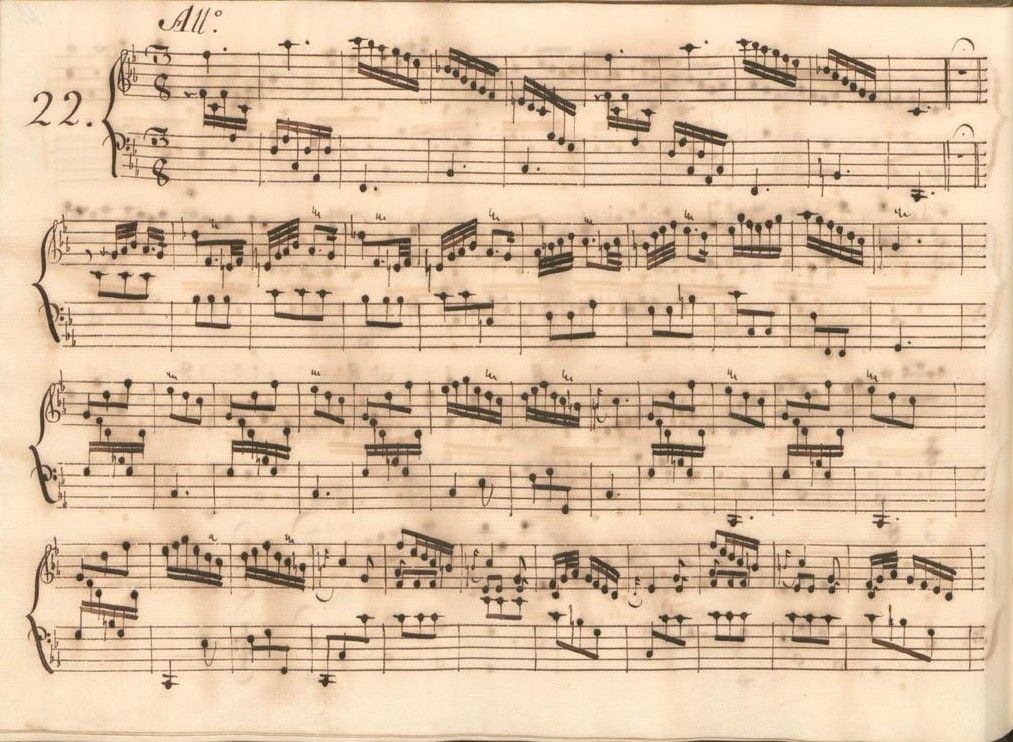
Parme III 22.
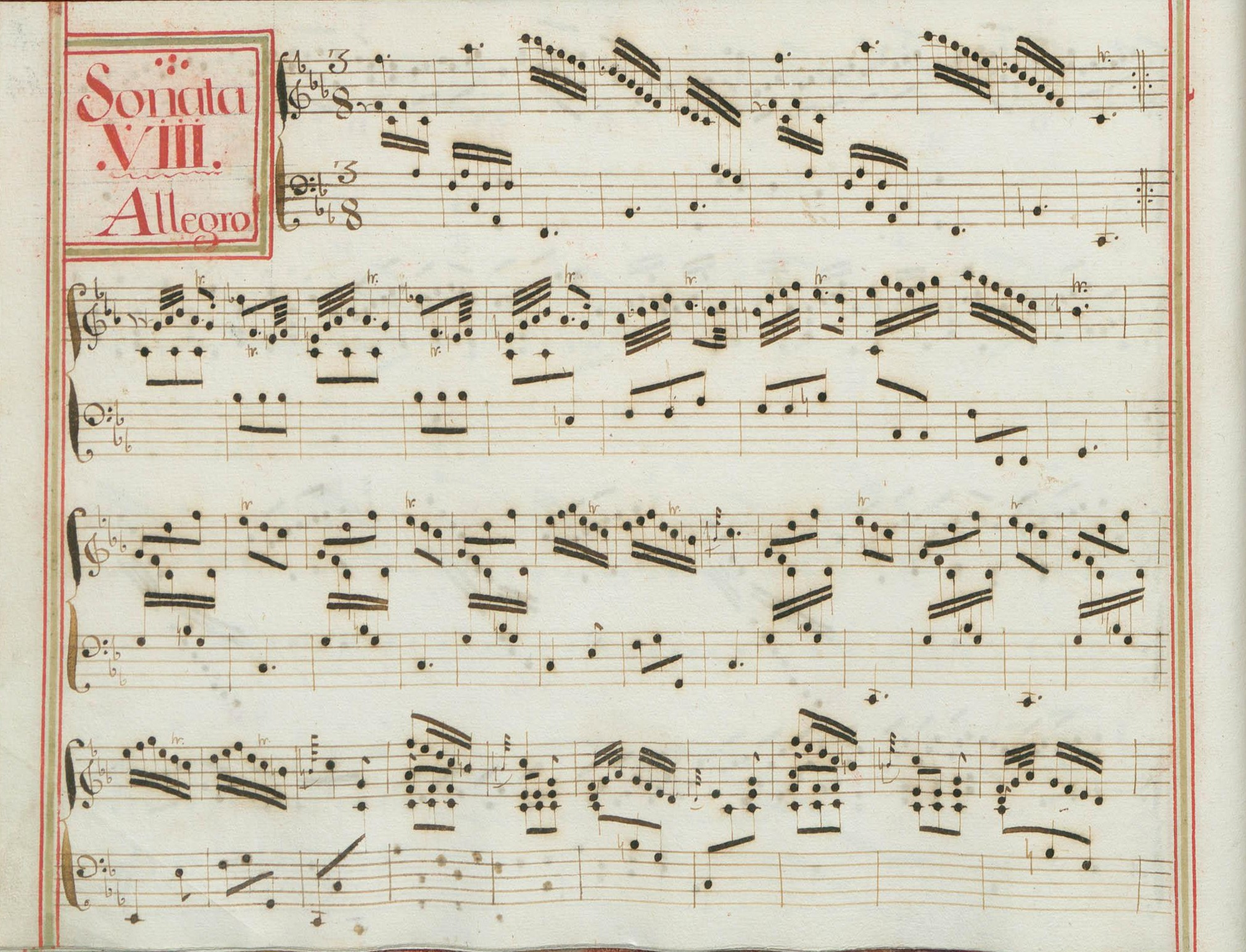
Venise XIV 8.
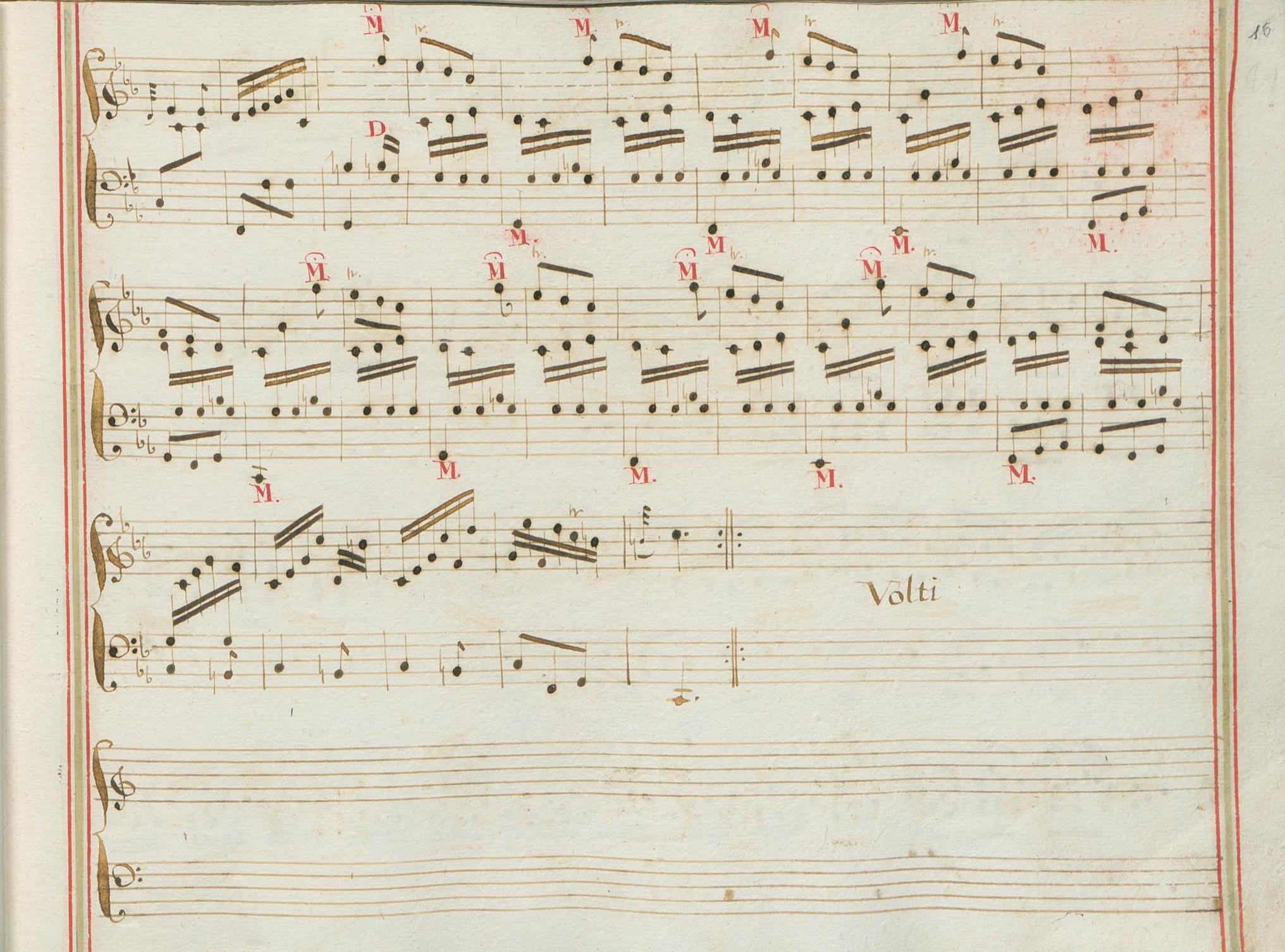
Venise XIV 8 (fin de la première section).

## Interprètes
La sonate K. 50 est défendue au piano notamment par Carlo Grante (2009, Music & Arts, vol. 2) et Michelangelo Carbonara (2010, Brilliant Classics) ; au clavecin par Scott Ross (1985, Erato), Richard Lester (2005, Nimbus, vol. 6) et Pieter-Jan Belder (Brilliant Classics, vol. 2) et Francesco Cera (Tactus, vol. 1).

## Sources
: document utilisé comme source pour la rédaction de cet article.
- Ralph Kirkpatrick (trad. de l'anglais par Dennis Collins), Domenico Scarlatti, Paris, Lattès, coll. « Musique et Musiciens », 1982 (1re éd. 1953 (en)), 493 p. (ISBN 978-2-7096-0118-4, OCLC 954954205, BNF 34689181).
- Alain de Chambure, « Domenico Scarlatti : Intégrale des sonates — Scott Ross », Erato (2564-62092-2), 1985 (OCLC 891183737) .
- (en) W. Dean Sutcliffe, The Keyboard Sonatas of Domenico Scarlatti and Eighteenth-Century Musical Style, Cambridge / New York, Cambridge University Press, 2008, xi-400 (ISBN 978-0-521-07122-2, OCLC 1005658462).